# Lacu (okręg Kluż)
Lacu (węg. Feketelak) – wieś w Rumunii, w okręgu Kluż, w gminie Geaca. W 2011 roku liczyła 326 mieszkańców.